# Михалевич Андрій Сергійович
Михалевич Андрій Сергійович (псевдо: «Денис», «Кос», «Старий», «Шугай», «В», «13», «73», «132», «333»; 1918, прис. Хочете с. Замшани, Ратнівський район, Волинська область — 8 грудня 1951, в лісі біля с. Нові Червища, Камінь-Каширський район, Волинська область) — лицар Срібного хреста заслуги УПА.

## Життєпис

Андрій Михалевич

Народився 1919 року на хуторі Хочете села Замшани (сучасний Ратнівський район Волинської області) у сім'ї селян Сергія та Мотрі Михалевичів. 
Закінчив школу у рідному селі, продовжив навчання у Ковельській школі лісового господарства, під час навчання вступив до ОУН. 1938 року брав участь у маніфестації молоді Ковеля — з нагоди загибелі провідника ОУН Євгена Коновальця. 
Керівник Седлищанського районного проводу ОУН (1939—1940). 
У 1940 р. призваний до лав Червоної армії, а в червні 1941 р. здався у німецький полон, звідки восени 1941 р. був звільнений і повернувся додому. Працював лісничим, а в 1942 р. перейшов на нелегальне становище. 
Референт СБ Седлищанського районного проводу ОУН, керував засідками на автошляху Ковель–Брест. 
Командир сотні УПА на теренах Ратнівського та Старовижівського р-нів Волинської обл. (?-11.1943), командир куреня УПА (11.1943-?). У 1945 році керував боївкою ОУН у Старовижівському районі. Від 1946 року — провідник Старовижівського районного проводу ОУН, протягом травня 1946-березня 1947-го очолював Старовижівський районний провід ОУН, в квітні-серпні 1947-го — Старовижівський надрайонний провід ОУН (Старовижівський і Ратнівський райони). Від осені 1947-го до 1948 року — керівник проводу надрайону (закодована назва «Балка», за неповними даними до цього надрайону входили Старовижівський і Ратнівський райони, а з вересня 1947-го приєднано Головенський, Заболотянський, Любомльський і Шацький райони).
З 1949 року — заступник провідника та референт служби безпеки Ковельського окружного проводу ОУН.
Загинув зі своїм охоронцем «Ярославом» у криївці, оточений агентурно-бойовою групою «Стального» Управління МДБ Волинської обл. Підірвався на гранаті, щоб живим не потрапити в руки ворога.
2008 року Рівненською обласною організацією Всеукраїнського братства вояків ОУН-УПА до Національного музею історії України в Другій світовій війні передано бідон з архівом «Коса» — Андрія Михалевича.

## Родина
- Батько — Сергій Йосипович Михалевич, був виселений на спецпоселення 1946 року до Удмуртської АРСР.
- Сестра Марія (1925 р.н.) — членкиня ОУН «Веселка» від 1942-го, дружина кущового провідника ОУН Старовижівського району Степана Калачука, загинула 1949 року.
- Були заведені кримінальні справи на його діда Йосипа Даниловича (1860 р.н.), матір Мотрю Терентіївну (1895 р.н.), сестер Юхимію (1931 р.н.) й Анастасію (1938 р.н.), брата Григорія (1936 р.н.).

Родина Михалевичів реабілітована Прокуратурою Волинської області 1993 року. Того ж року реабілітовано його дружину — Наталію Яківну (1920 р.н.) та її сестру Ольгу (1929 р.н.); (Наталія Яківна та її сестри Ольга й Марія були членкинями ОУН).

## Нагороди
- Згідно з Постановою УГВР від 15.06.1952 р. і Наказом Головного військового штабу УПА ч. 1/52 від 20.06.1952 р. керівник СБ Ковельського окружного проводу ОУН Андрій Михалевич — «Кос» нагороджений Срібним хрестом заслуги УПА.

## Вшанування пам'яті
- 1.12.2017 р. від імені Координаційної ради з вшанування пам'яті нагороджених Лицарів ОУН і УПА у м. Луцьку Срібний хрест заслуги УПА  (№ 034) переданий Віталію Михалевичу, племіннику Андрія Михалевича — «Коса»[1].